# Saint-Arroman (Gers)
Saint-Arroman is een gemeente in het Franse departement Gers (regio Occitanie) en telt 132 inwoners (2004). De plaats maakt deel uit van het arrondissement Mirande.

## Geografie
De oppervlakte van Saint-Arroman bedraagt 12,0 km², de bevolkingsdichtheid is 11,0 inwoners per km².
De onderstaande kaart toont de ligging van Saint-Arroman (Gers) met de belangrijkste infrastructuur en aangrenzende gemeenten.

## Demografie
Onderstaande figuur toont het verloop van het inwonertal (bron: INSEE-tellingen).